# Джон Гайтен
Джон Гайтен (англ. John Earl Hyten; нар. 1959, Гантсвілл, Алабама) — американський воєначальник, генерал Повітряних сил США (2012). 11-й заступник голови Об'єднаного комітету начальників штабів США (2019—2021), командувач Стратегічного командування Збройних сил США (2016—2019), командувач Космічного командування ПС США (2014—2016). Учасник війни в Іраку.

## Біографія
Військова кар'єра
- 23 серпня 1981 — другий лейтенант
- 23 серпня 1983 — перший лейтенант
- 23 серпня 1985 — капітан
- 1 травня 1993 — майор
- 1 січня 1997 — підполковник
- 1 червня 2002 — полковник
- 1 жовтня 2007 — бригадний генерал
- 10 листопада 2010 — генерал-майор
- 18 травня 2012 — генерал-лейтенант
- 10 листопада 2014 — генерал

Джон Гайтен народився та виріс у Гантсвіллі, штат Алабама. Закінчив середню школу Гріссома та вступив до Гарвардського університету, де вивчав інженерні та прикладні науки за стипендію курсів підготовки офіцерів резерву Повітряних сил. Військову службу проходив у частинах Стратегічного та Космічного командування Повітряних сил США. 9 квітня 2014 року був затверджений Сенатом у званні генерала та призначений командувачем Космічного командування ПС США. З 3 листопада 2016 року Гайтен командував Космічним командуванням ПС США.
У квітні 2019 року Гайтен був висунутий на посаду віце-голови Об'єднаного комітету начальників штабів. Він вступив на посаду заступника Голови ОКНШ 21 листопада 2019 року, зробивши його другим офіцером у збройних силах США.